# Tales of Us
Tales of Us è il sesto album di studio del gruppo musicale inglese dei Goldfrapp.

## Il disco
I Goldfrapp hanno incominciato a lavorare per questo disco nell'aprile 2011. L'album è stato registrato a Bath e mixato a Londra.
Il 15 luglio 2013 è stato presentato e pubblicato il primo singolo Drew, accompagnato anche da un videoclip diretto da Lisa Gunning. Il secondo singolo Annabel è stato diffuso il 2 settembre seguente, anch'esso insieme ad un video della Gunning.
Il disco è costituito da dieci tracce dedicate ad altrettanti personaggi. Tra di loro vi sono una star hollywoodiana inseguita da un killer (Laurel), un soldato che ha perso l'amante (Clay) e un bambino intersessuale che in sogno diventa una bambina (Annabel). Ogni canzone, quindi, è l'ipotetica colonna sonora di diversi racconti.

## Tracce
1. Jo – 4:38
2. Annabel – 4:01
3. Drew – 4:46
4. Ulla – 3:49
5. Alvar – 5:37
6. Thea – 4:50
7. Simone – 4:18
8. Laurel – 4:12
9. Stranger – 4:10
10. Clay – 4:20

## Formazione
- Alison Goldfrapp - voce, strumenti vari
- Will Gregory - tastiere, strumenti vari

## Date di pubblicazione
- 6 settembre 2013 in Australia, Germania, Irlanda e Paesi Bassi
- 9 settembre 2013 in Italia, Francia, Regno Unito
- 10 settembre 2013 negli Stati Uniti
- 11 settembre 2013 in Svezia

## Classifiche
Massima posizione raggiunta
- Regno Unito: #4[3]
- Stati Uniti: #75[4]
- Italia: #38[5]
- Scozia: #5
- Svizzera: #8
- Germania: #9
- Irlanda e Australia: #15